# Lars Magnus Ericsson

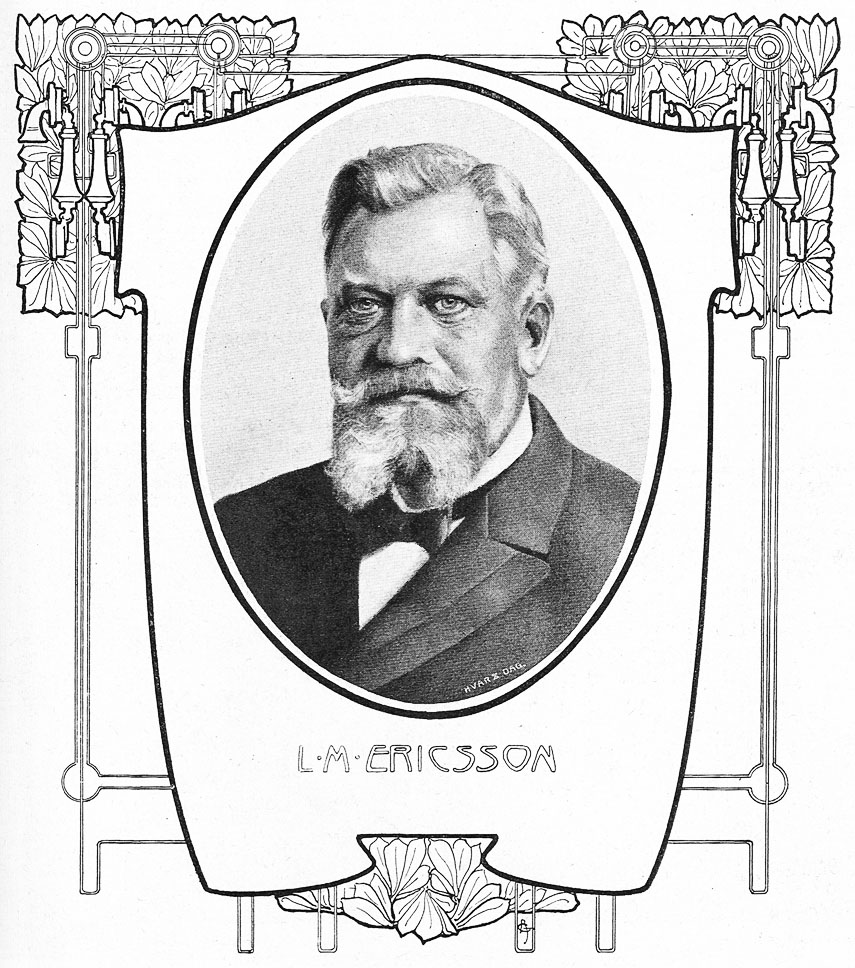
Retrato de Lars Magnus Ericsson

Lars Magnus Ericsson (Värmskog, Värmland, Suecia, 5 de mayo de 1846 - Botkyrka, Provincia de Estocolmo, Ibídem, 17 de diciembre de 1926) fue un inventor y empresario sueco, fundador de la empresa Telefonaktiebolaget LM Ericsson.

## Biografía
Sus padres fueron el agricultor Erik Eriksson y Maria Jonsdotter. Cuando tenía 11 años murió su padre y tuvo que empezar a trabajar para ayudar a su familia en oficios como ferrocarrilero y minero en Suecia y en Noruega. 
En 1867 la familia se mudó a Estocolmo donde encontró un trabajo en una empresa que fabricaba mayormente equipos de telegrafía. En 1873 recibió un estipendio para seguir especializándose en Suiza y Alemania, en la empresa Siemens. A su regreso, en 1876, fundó junto a un compañero de trabajo, Carl Johan Andersson, un pequeño taller mecánico, fabricando instrumentos de medición, pero pronto empezaron a fabricar una versión propia del teléfono, que fue lanzada al mercado en 1876. 
En 1883 se asoció con Henrik Tore Cedergren, fundador de una compañía telefónica, iniciándose el desarrollo de la empresa conocida hoy como Telefonaktiebolaget L.M. Ericsson.
Después de una exitosa carrera, en 1900, se retiró de la empresa a la edad de 54 años, vendiendo en 1905 todas sus acciones en la compañía. Se retiró a Alby, Botkyrka, donde creó una granja modelo, con avanzados elementos técnicos creados por él. La granja se convirtió en una Casa de la Cultura llamada Subtopía. En sus últimos años, construyó una granja llamada Hägelby, en Botkyrka, donde falleció en 1926. Su tumba se encuentra en los terrenos de la iglesia de Botkyrka, al sur de Estocolmo y no tiene lápida.

## Personalidad
Se cuenta que era una persona exigente, que no le gustaba la publicidad alrededor de su persona y que era muy respetado entre sus empleados.
Era un opositor al sistema de patentes y opinaba que muchos de sus productos nunca hubieran sido posibles si el sistema hubiera sido más efectivo. No le importó que una empresa noruega copiara su teléfono, el cual a su vez era una copia de aquel fabricado por Siemens. Nunca vio a su teléfono como un elemento técnico que interesara a las grandes masas, sino más bien como un juguete para personas de clase alta.